# La figlia dell'otaku
La figlia dell'otaku (おたくの娘さん?, Otaku no musume-san) è un manga del 2006 scritto e disegnato da Stahiro.

## Trama
Kouta Morisaki è un otaku ventiseienne, che si ritrova improvvisamente nella sua vita una bambina di dieci anni, Kanau Yukimura. Quest'ultima afferma di essere sua figlia e di dover vivere con lui, dato che sua madre deve momentaneamente nascondersi dagli strozzini. Kouta è inizialmente indifferente e anzi infastidito dalla presenza della piccola, e non esita a metterla in secondo piano per seguire le proprie passioni; con il passare del tempo, l'immaturo adulto inizia però a comprendere quali siano davvero le priorità della vita.

## Manga

### Volumi
| 1  | 1º dicembre 2006 | ISBN 978-4-04-712473-8 | 24 luglio 2011    | ISBN 978-8-87-759487-7 |
| 1  | Capitoli - 1. Andando in visita da papi - 2. Kota, Kanau e il ricordo di lei - 3. E vai col riconoscimento - 4. Un padre otaku - 5. La prima notte... - 6. Gli inquilini della Higan-So - 7. Hanau va in una nuova scuola - 8. Il lavoro di papà - 9. Crearasil × Shinra?! - 10. Uscendo con papà - S. Postfazione |                        |                   |                        |
| 2  | 9 giugno 2007 | ISBN 978-4-04-712498-1 | 30 settembre 2011 | ISBN 978-8-87-759491-4 |
| 2  | Capitoli - 11. Cominciate dalla riconciliazione! - 12. Higan-So Panic! - 13. Papà e la visita alle lezioni - 14. Una liceale dall'aspetto maturo ad Akiba! - 15. Il fallimento di Kota - S. Postfazione |                        |                   |                        |
| 3  | 9 novembre 2007 | ISBN 978-4-04-712518-6 | 10 dicembre 2011  | ISBN 978-8-87-759505-8 |
| 3  | Capitoli - 16. Il sogno di Kanau - 17. A Papi - 18. Una nuova relazione - 19. Arriva la sorella minore - 20. Piccola raccolta di discorsi da otaku (ci sono anche delle rivelazioni) + il cane - S. Postfazione |                        |                   |                        |
| 4  | 9 maggio 2008 | ISBN 978-4-04-712549-0 | 11 febbraio 2012  | ISBN 978-8-87-759542-3 |
| 4  | Capitoli - 21. Se lei si mettesse un costume da bagno - 22. Manuale di moda per papi ex otaku - 23. Padre e figlia al Komiket! (primo tempo) - 24. Padre e figlia al Komiket! (secondo tempo) - 25. La storia di Haruka - S. Postfazione |                        |                   |                        |
| 5  | 9 novembre 2008 | ISBN 978-4-04-712574-2 | 17 marzo 2012     | ISBN 978-8-87-759543-0 |
| 5  | Capitoli - 26. Melodia del matsuri estivo (per gente comune), parte 1: Ostacolate l'appuntamento di Kanao al matsuri!! - 27. Melodia del matsuri estivo (per gente comune), parte 2: Il primo appuntamento alla fine del matsuri - 28. Una notte da solo - 29. Piccola raccolta di racconti di fine estate, storie brevi e quant'altro... - 30. VS Nicchi! Salvate Kanau! Battaglia decisiva alla Higan-So!! - 31. NOZOMI GEAR SOLID. Higan-So Tour di due giorni e una notte alle sorgenti termali - S. Postfazione |                        |                   |                        |
| 6  | 9 giugno 2009 | ISBN 978-4-04-712607-7 | 30 giugno 2012    | ISBN 978-8-87-759544-7 |
| 6  | Capitoli - 32. Soichiro-san si erge in piedi - 33. Happy-End Blues - 34. Innamorarsi all'Higan-So - 35. Morisaki Kota e la signorina amministratrice escono per un appuntamento. Con pedinamento. - 36. Triangler genitori-figli - 37. L'amore fa palpitare Mori |                        |                   |                        |
| 7  | 9 novembre 2009 | ISBN 978-4-04-712633-6 | 27 ottobre 2012   | ISBN 978-8-87-759545-4 |
| 7  | Capitoli - 38. Storie del passato 1 - L'epoca di Aso Jotaro - 39. Storie del passato 2 - Ciò che ha lasciato Aso Jotaro - 40. Storie dal passato 3 - La prima notte - 41. Storie dal passato 4 - Rapsodie della pubertà di Taeko - 42. Storie dal passato 5 - L'otaku che gridò amore nel cuore del mondo |                        |                   |                        |
| 8  | 8 maggio 2010 | ISBN 978-4-04-712665-7 | 9 febbraio 2013   | ISBN 978-8-87-759546-1 |
| 8  | Capitoli - 43. Death & Rebirth, la rinascita di Kota - 44. Completo e occhiali - 45. Haruka in un tempo lontano - 46. The Nightmare Chihiro Christmas - 47. Feveron da primo nipote |                        |                   |                        |
| 9  | 9 dicembre 2010 | ISBN 978-4-04-712702-9 | 13 aprile 2013    | ISBN 978-8-87-759547-8 |
| 9  | Capitoli - 48. Erika Jump!! - 49. Tutti insieme al Comiket! Apertura - 50. Tutti insieme al Comiket! Il bizzarro inferno di Harurun - 51. Tutti insieme al Comiket! Chiusura - 52. Amore profondo - New Year's Eve - S. Postfazione |                        |                   |                        |
| 10 | 9 maggio 2011 | ISBN 978-4-04-712726-5 | 27 luglio 2013    | ISBN 978-8-87-759548-5 |
| 10 | Capitoli - 53. Il paradosso del primo dell'anno - 54. Un papà scintillante - 55. Un papà disperato nel 14 febbraio e agitato quando pensa alla figlia - 56. Tsukamu. - 57. Nicchi e la fine dell'infanzia - S. Postfazione |                        |                   |                        |
| 11 | 9 dicembre 2011 | ISBN 978-4-04-712764-7 | 30 novembre 2013  | ISBN 978-8-87-759549-2 |
| 11 | Capitoli - 58. L'assalto di Nozomi - Mother Attack - 59. Happy End - 60. Haruka, coraggio! - 61. Gli inquilini della Higan-So - 62. La figlia dell'otaku - 63. Quel che successe dopo alla figlia dell'otaku - S. Postfazione |                        |                   |                        |